# Liste der Monuments historiques in Bouvron (Loire-Atlantique)
Die Liste der Monuments historiques in Bouvron (Loire-Atlantique) führt die Monuments historiques in der französischen Gemeinde Bouvron auf.

## Liste der Bauwerke
| Bezeichnung          | Beschreibung                           | Standort | Kennzeichnung | Schutzstatus | Datum | Bild           |
| -------------------- | -------------------------------------- | -------- | ------------- | ------------ | ----- | -------------- |
| Château de Quéhillac | Schloss, erbaut im 16./17. Jahrhundert | (Lage)   | PA44000031    | Inscrit      | 2002  | weitere Bilder |

## Liste der Objekte
- Monuments historiques (Objekte) in Bouvron (Loire-Atlantique) in der Base Palissy des französischen Kultusministeriums